# Charente
Charente ( fransk udtale ?) er et fransk departement i regionen Nouvelle-Aquitaine. Hovedbyen er Angoulême, og departementet har 339.628 indbyggere (1999).
Der er 3 arrondissementer, 19 kantoner og 383 kommuner i Charente.
- Wikimedia Commons har flere filer relateret til Charente

45°50′N 0°20′Ø / 45.83°N 0.33°Ø